# カトリーヌ・ドヌーヴ
カトリーヌ・ドヌーヴ（Catherine Deneuve, 1943年10月22日 - ）は、フランスの女優である。本名はカトリーヌ・ファビエンヌ・ドルレアック (Catherine Fabienne Dorleac)。「ドヌーヴ」は母の旧姓。
父モーリス・ドルレアックと母ルネ・シモノ、4人姉妹のうちドヌーヴと1967年に夭折した姉フランソワーズ・ドルレアックは俳優であり、子供のクリスチャン・ヴァディムとキアラ・マストロヤンニも俳優の道に進んでいる。

## 来歴
10代のころから映画に出始める。1950年からパリ16区ミュラ大通り界隈に一家で暮らした。
1960年、ミシェル・フェルモーとジャック・ポワトルノーが監督した『Les portes claquent』で姉のフランソワーズ・ドルレアックと共演。
1964年のミュージカル映画『シェルブールの雨傘』のヒットで世界的スターの座をつかむ。
1992年の『インドシナ』で米国アカデミー賞主演女優賞にノミネート。1998年の『ヴァンドーム広場』でヴェネツィア国際映画祭 女優賞を受賞。
プライベートでは1961年から交際を始めた映画監督のロジェ・ヴァディムとの間に息子クリスチャン（1963年生まれ）を儲けたが、1965年にイギリスの写真家デビッド・ベイリーと結婚した。しかしベイリーとの結婚はヴァディムがジェーン・フォンダの元に走ったことにショックを受け、自暴自棄になり衝動的に行ったもので、ベイリーへの愛情は持っておらず、結局結婚生活を維持できなくなり1972年に離婚した。
その後に俳優のマルチェロ・マストロヤンニとの間に、娘キアラを儲けている。ヴァディム、マストロヤンニと正式な婚姻関係になることは諸事情のためいずれもかなわなかった。しかし、マストロヤンニとは晩年までキアラ共々交流があり、1996年のマストロヤンニの臨終の時にもキアラと共に立会った。
フランスの世界的ブランドであるイヴ・サンローランの顧客としても有名。
2007年2月25日（日本時間26日）、第79回米国アカデミー賞授賞式に出席し、日本の渡辺謙と2人で非英語圏俳優代表として舞台に立ち、賞が設定されて50周年を迎えた外国語映画賞の歴史を紹介した。そして、アカデミー賞から約2週間後の3月14日に、フランス映画祭2007の代表団長として10年ぶりに来日した。
2010年2月、3年ぶりに来日。同年10月にも第23回東京国際映画祭のため来日している。
2018年、高松宮殿下記念世界文化賞受賞。
2019年11月、脳卒中を起こし、パリの病院に入院するが、程度は『限定的』とされる。その後リハビリを経て自宅療養し、2020年6月には完全回復し7月から撮影復帰することが報じられた。

## ギャラリー

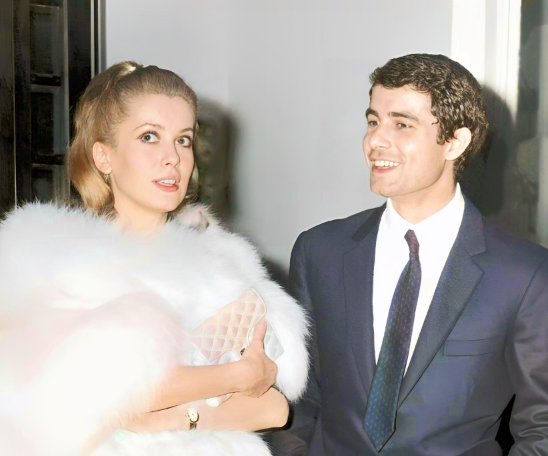
ドヌーヴ、ニーノ・カステルヌオーヴォ（1965年）
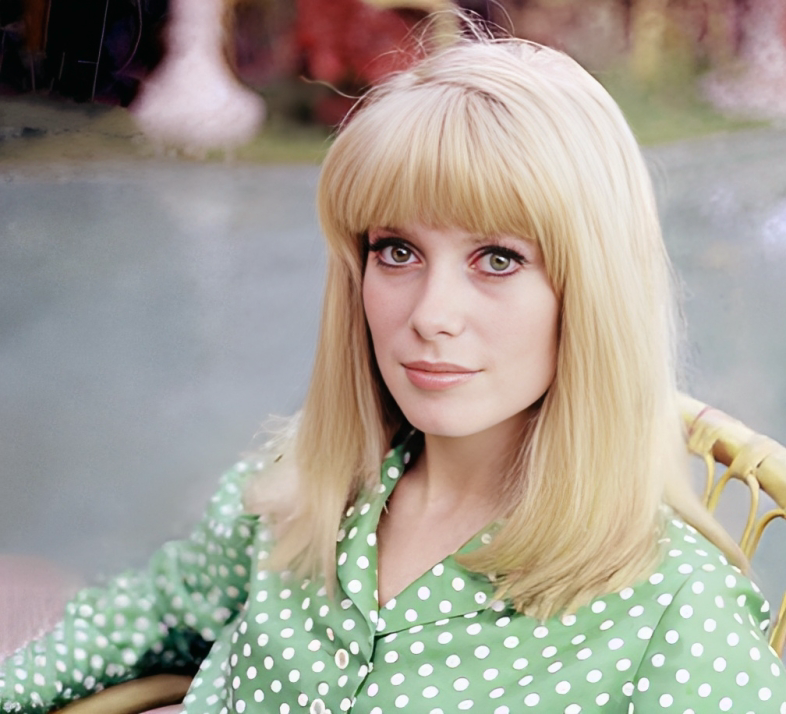
1966年
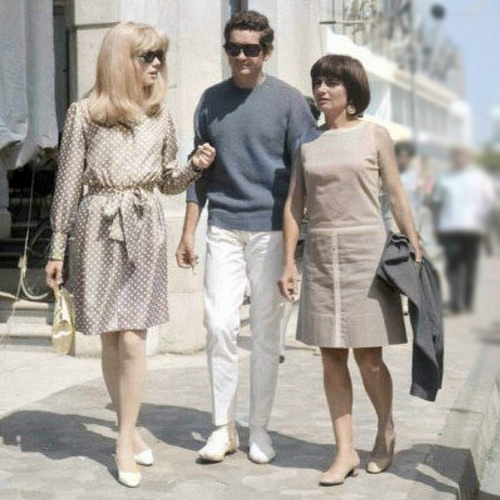
左からドヌーヴ、ジャック・ドゥミ、アニエス・ヴァルダ（1966年）
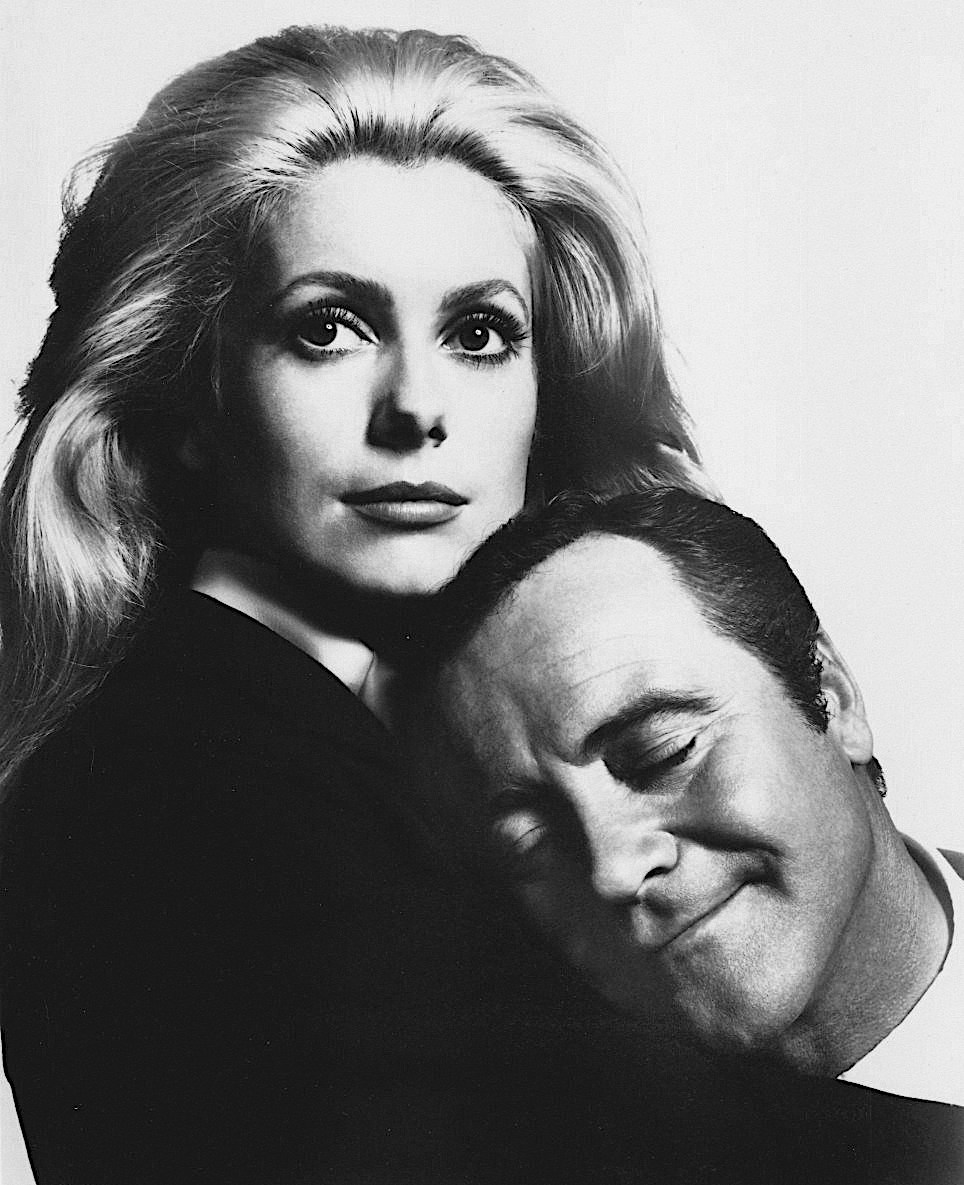
『幸せはパリで』（1969年）

## 主な出演作品

### 映画
| 年   | 日本語題 原題                                                                     | 役名                     | 備考                                                                                                  |
| ---- | --------------------------------------------------------------------------------- | ------------------------ | --- |
| 1960 | Les portes claquent                                                               | ダニー                   | |
| 1962 | パリジェンヌ Les Parisiennes                                                      | ソフィー                 | |
| 1963 | 悪徳の栄え Vice and Virtue                                                        |                          | |
| 1964 | シェルブールの雨傘 Les Parapluies de Cherbourg                                    | ジュヌヴィエーヴ・エムリ | |
| 1964 | 世界詐欺物語 Les plus belles escroqueries du monde                                |                          | |
| 1964 | 男を追って La chasse à l'homme                                                    | デニス                   | |
| 1964 | ピストン野郎 Un monsieur de compagnie                                             | イザベル                 | |
| 1964 | かげろうの詩 La Costanza della ragione                                            | ロリ                     | |
| 1965 | 反撥 Repulsion                                                                    | キャロル・ルドゥー       | |
| 1965 | 世界の歌 Le chant du monde                                                        | クレア                   | |
| 1966 | 城の生活 La vie de château                                                        | マリー                   | |
| 1966 | 創造物 Les Créatures                                                              | ミレーヌ・ピコリ         | |
| 1967 | ロシュフォールの恋人たち Les Demoiselles de Rochefort                             | デルフィーヌ             | 姉フランソワーズ・ドルレアックと共演                                                                  |
| 1967 | 昼顔 Belle de jour                                                                | セブリーヌ               | |
| 1968 | めざめ Benjamin ou Les mémoires d'un puceau                                       | アン                     | |
| 1968 | 恋のマノン Manon 70                                                               | マノン                   | |
| 1968 | うたかたの恋 Mayerling                                                            | マリア                   | |
| 1968 | 別離 La chamade                                                                   | ルシル                   | |
| 1969 | 幸せはパリで The April Fools                                                      | カトリーヌ               | |
| 1969 | 暗くなるまでこの恋を Le Sirene du Mississippi                                     | マリオン（ユリー）       | |
| 1970 | 哀しみのトリスターナ Tristana                                                     | トリスターナ             | |
| 1970 | ロバと王女 Peau d'âne                                                             | 王女                     | |
| 1971 | 哀しみの終るとき Ça n'arrive qu'aux autres                                        | カトリーヌ               | |
| 1972 | ひきしお Liza                                                                     | リザ                     | |
| 1972 | リスボン特急 Un flic                                                              | カティ                   | |
| 1973 | モン・パリ L'événement le plus important depuis que l'homme a marché sur la Lune  | イレーヌ                 | |
| 1974 | 哀しみの伯爵夫人 Fatti di gente perbene                                           | リンダ                   | |
| 1974 | 赤いブーツの女 La femme aux bottes rouges                                         | オデット                 | |
| 1975 | 恋のモンマルトル Zig Zig                                                          | マリー                   | |
| 1975 | ヘルバスター L'agression                                                          | サラ                     | |
| 1975 | うず潮 Le sauvage                                                                 | ネリー                   | |
| 1975 | ハッスル Hustle                                                                   | ニコール                 | |
| 1976 | 愛よもう一度 Si c'était à refaire                                                 | カトリーヌ               | |
| 1977 | 外人部隊フォスター少佐の栄光 March or Die                                         | シモーヌ                 | |
| 1977 | ジョディ・フォスター/避暑地のラブ・ストーリー Casotto                             |                          | |
| 1978 | 銀行 L'argent des autres                                                          | セシル                   | |
| 1979 | 夢追い À nous deux                                                                | フランソワーズ           | |
| 1980 | 終電車 Le dernier métro                                                           | マリオン・シュタイナー   | セザール賞 主演女優賞 受賞                                                                            |
| 1981 | 海辺のホテルにて Hôtel des Amériques                                              | エレーヌ                 | |
| 1982 | 最後の標的 Le choc                                                                | クレア                   | |
| 1983 | ハンガー The Hunger                                                               | ミリアム・ブレイロック   | |
| 1984 | フォート・サガン Fort Saganne                                                     | ルイーズ                 | |
| 1984 | 残火 Paroles et musique                                                           | マーゴ                   | |
| 1986 | 女たちのテーブル Speriamo che sia femmina                                         | クラウディア             | |
| 1986 | 夜を殺した女 Le lieu du crime                                                     | リリー                   | |
| 1988 | 夜のめぐり逢い Drôle d'endroit pour une rencontre                                 |                          | |
| 1991 | 恋路 La Reine blanche                                                             | リリアン                 | |
| 1992 | インドシナ Indochine                                                              | ドュブリー               | セザール賞 主演女優賞 受賞                                                                            |
| 1993 | 私の好きな季節 Ma saison préférée                                                 |                          | |
| 1994 | 百一夜 Les cent et une nuits de Simon Cinéma                                      |                          | |
| 1995 | メフィストの誘い O Convento                                                       | エレーヌ                 | |
| 1996 | 夜の子供たち Les Voleurs                                                          | マリー・レブラン         | |
| 1997 | 犯罪の系譜 Généalogies d'un crime                                                 | ジャンヌ / ソランジェ    | |
| 1998 | ヴァンドーム広場 Place Vendôme                                                    | マリアンヌ               | ヴェネチア国際映画祭 女優賞 受賞                                                                      |
| 1999 | 夜風の匂い Le vent de la nuit                                                     | エレーヌ                 | |
| 1999 | ポーラX Pola X                                                                    | マリー（母親）           | |
| 1999 | 見出された時-「失われた時を求めて」より- Le Temps retrouvé                        | オデット                 | |
| 1999 | イースト/ウエスト 遙かなる祖国 Est - Ouest                                        | ガブリエル               | |
| 2000 | ダンサー・イン・ザ・ダーク Dancer In The Dark                                     | キャシー                 | |
| 2001 | 家路 Je rentre à la maison                                                        | 王妃マルグリット         | |
| 2001 | ヤング・ブラッド The Musketeer                                                    | フランス王妃             | |
| 2001 | プセの冒険 真紅の魔法靴 Le petit poucet                                           | 女王                     | |
| 2002 | 8人の女たち 8 femmes                                                              | ギャビー                 | ベルリン国際映画祭 銀熊賞 受賞（8人の女優に対して） ヨーロッパ映画賞 女優賞 受賞（8人の女優に対して） |
| 2002 | 逢いたくて Au plus près du paradis                                                | ファネット               | |
| 2003 | 永遠(とわ)の語らい Um Filme Falado                                                | デルフィーヌ             | |
| 2004 | キングス&クイーン Rois et reine                                                   | ヴァッセ                 | |
| 2005 | ストーン・カウンシル Le Concile de Pierre                                         | シビル・ヴェベール       | |
| 2006 | 輝ける女たち Le héros de la famille                                               | アリス                   | |
| 2007 | ペルセポリス Persepolis                                                           | マルジの母、タージ       | 声の出演                                                                                              |
| 2008 | クリスマス・ストーリー Un conte de Noël                                           | ジュノン                 | |
| 2009 | 隠された日記 母たち、娘たち Mères et filles                                       | マルティーヌ（母）       | |
| 2010 | しあわせの雨傘 Potiche                                                            | スザンヌ・ピュジョル     | |
| 2010 | ビッグ・ピクチャー 顔のない逃亡者 L'homme qui voulait vivre sa vie                | アンヌ                   | |
| 2011 | 愛のあしあと Les Bien-Aimes                                                       | マドレーヌ               | |
| 2012 | 皇帝と公爵 Linhas de Wellington                                                   |                          | |
| 2012 | アステリックスの冒険〜秘薬を守る戦い Astérix et Obélix : Au service de Sa Majesté | ブリテンの女王コーデリア | |
| 2013 | ミス・ブルターニュの恋 Elle s'en va                                               | ベティ                   | |
| 2014 | 愛しすぎた男 37年の疑惑 L'homme qu'on aimait trop                                 | ルネ・ルルー             | 日本劇場未公開、WOWOWで放送 WOWOW放送時のタイトルは『ニースの疑惑 カジノ令嬢失踪事件』                |
| 2014 | 3つの心 あのときもしも 3 coeurs                                                   | ベルガー夫人             | 日本劇場未公開、WOWOWで放送 WOWOW放送時のタイトルは『ラブ・トライアングル 秘密』                      |
| 2015 | 神様メール Le Tout Nouveau Testament                                              | マルティーヌ             | 日本公開は2016年5月                                                                                   |
| 2015 | 太陽のめざめ La tête haute                                                        | フローランス             | |
| 2017 | ルージュの手紙 Sage Femme                                                         | ベアトリス・ソボレフスキ | |
| 2017 | ホテル・ファデットへようこそ Bonne Pomme                                          | バルバラ・マネ           | 日本劇場未公開、WOWOWで放送                                                                           |
| 2017 | 女神よ、銃を撃て Tout nous sépare                                                 | ルイーズ・ケラー         | 日本劇場未公開、WOWOWで放送                                                                           |
| 2018 | バッド・シード Mauvaises herbes                                                   | モニーク                 | 日本劇場未公開                                                                                        |
| 2019 | 見えない太陽 L'Adieu à la nuit                                                    | ミュリエル               | 日本劇場未公開、WOWOWで放送                                                                           |
| 2019 | 真実 La Vérité                                                                    | ファビエンヌ             | |
| 2019 | ハッピー・バースデー 家族のいる時間 Fête de famille                               | アンドレア               | |
| 2023 | ベルナデット 最強のファーストレディ Bernadette                                    | ベルナデット・シラク     | 日本公開は2024年11月                                                                                  |

### テレビシリーズ
| 年   | 日本語題 原題                        | 役名               | 備考                                  |
| ---- | ------------------------------------ | ------------------ | ------------------------------------- |
| 2003 | 危険な関係 Les liaisons dangereuses  | メルトイユ侯爵夫人 | ミニシリーズ                          |
| 2006 | NIP/TUCK マイアミ整形外科医 Nip/Tuck | ディアナ           | 第4シーズン第12話「ダイアナ・ルベイ」 |

## 日本の主なテレビ番組出演
- すばらしき仲間（中部日本放送）
- 徹子の部屋（テレビ朝日）

ほか多数

## 日本でのCM出演
- ブルボン
- フォンテーヌ

## 備考

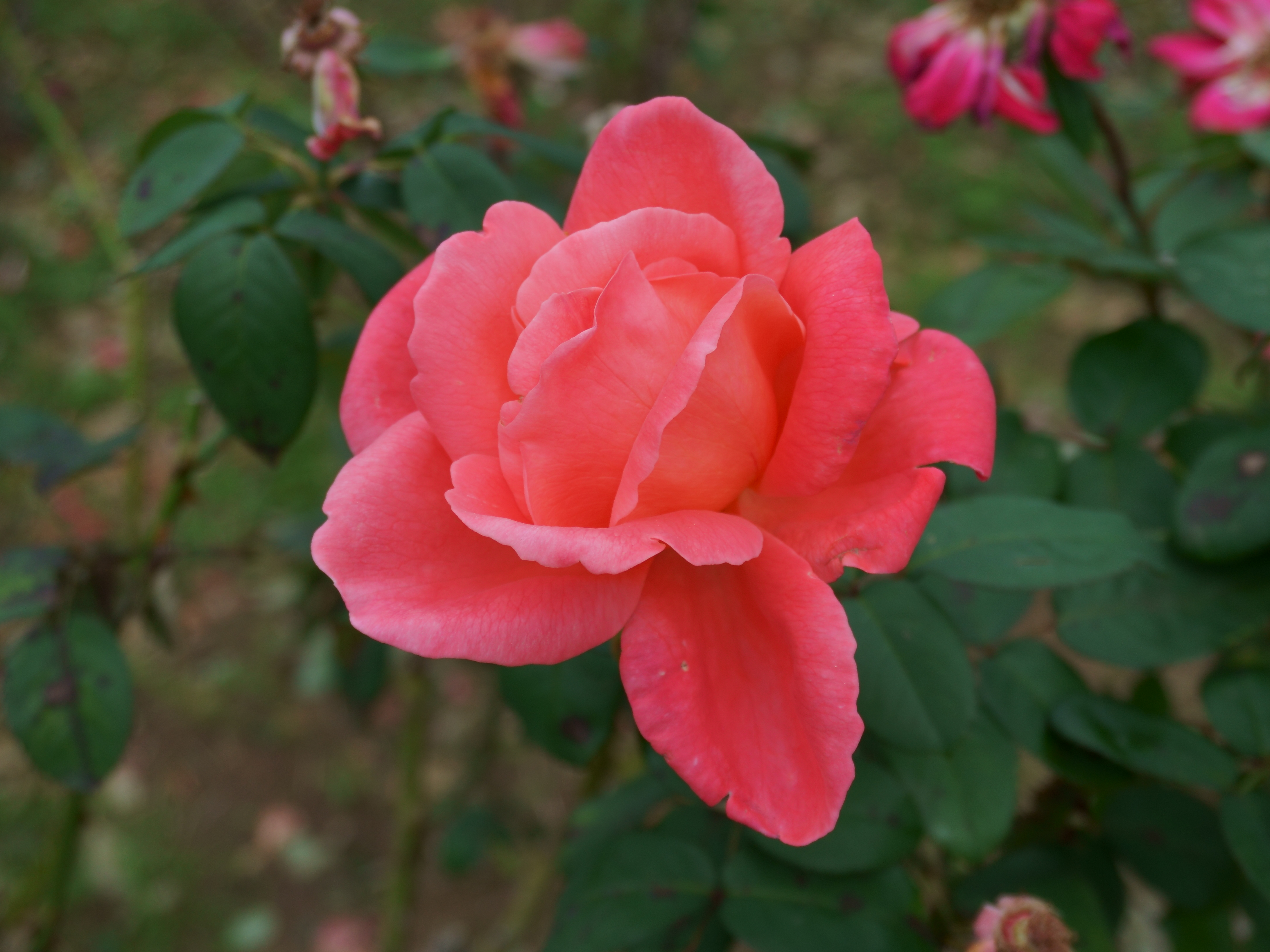
薔薇「カトリーヌ・ドヌーヴ」

- 1981年にメイアンが作出した「カトリーヌ・ドヌーヴ」という品種名の桃色の薔薇がある[8]。
- 1985 - 1989年の間、フランス共和国の象徴マリアンヌ像のモデルに選ばれた。